# Meteorium deppei
Meteorium deppei är en bladmossart som beskrevs av Mitten 1869. Meteorium deppei ingår i släktet Meteorium och familjen Meteoriaceae. Inga underarter finns listade i Catalogue of Life.